# Aves endémicas de las islas Hawái
Este artículo sobre aves endémicas de Hawái forma parte de una serie que informa sobre el endemismo en las aves en varias zonas zoogeográficas del Mundo. Para una visión sobre el tema y otras zonas vea Endemismo en las aves. 
Existen 71 taxones conocidos endémicos de aves hawaianas, de los cuales 23 están extintos,  y 30 de las 48 especies y subespecies remanentes están amenazadas. La pérdida de hábitat y las enfermedades aviares introducidas se piensa que han sido el mayor perjuicio para las especies endémicas de Hawái.

## Patrones de endemismo
Hawái tiene una familia y una subfamilia endémicas:
- Familia Mohoidae, extinta, con cinco especies en dos géneros (Moho y Chaetoptila, antes considerados en Meliphagidae).
- Subfamilia Drepanidinae con 34 especies en 18 o 19 géneros (antes considerada una familia pero ahora es incluida en Fringillidae).

## Lista de especies
La siguiente es una lista de las especies de aves endémicas de las Islas Hawái:
- Branta sandvicensis, Barnacla nené (VU)
- Anas wyvilliana, Ánade Hawaiano (EN)
- Anas laysanensis, Ánade de Laysan (CR)
- Buteo solitarius, Busardo Hawaiano (NT)
- Fulica alai, Focha Hawaiana (VU)
- Corvus hawaiiensis, Cuervo Hawaiano (Extinta en libertad)
- Chasiempis sandwichensis, Monarca Elepaio (3 subespecies: sandwichensis, sclater y ibidis) (EN)
- Acrocephalus familiaris, Carricero Hawaiano (2 subespecies: familiaris y kingi) (CR)
- Myadestes lanaiensis, Solitario Olomao (CR)
- Myadestes obscurus, Solitario Omao (VU)
- Myadestes palmeri, Solitario Puaiohi (CR)
- Telespiza cantans, Certiola de Laysan (VU)
- Telespiza ultima, Certiola de Nihoa (CR)
- Psittirostra psittacea, Ou (CR)
- Loxioides bailleui, Palila (EN)
- Pseudonestor xanthophrys, Pinzón Loro de Maui (CR)
- Hemignathus virens, Amakiji Hawaiano
- Hemignathus flavus, Amakiji de Oahu (VU)
- Hemignathus kauaiensis, Amakiji de Kauai (VU)
- Hemignathus lucidus, Nukupu (EX)
- Hemignathus munroi, Akiapolau (EN)
- Oreomystis bairdi, Akikiki (CR)
- Magumma parva, Anianiau (VU)
- Oreomystis mana, Trepador Hawaiano (EN)
- Paroreomyza maculata, Alauajio de Oahu (CR)
- Paroreomyza montana, Alauajio de Maui (EN)
- Loxops caeruleirostris, Akekos (EN)
- Loxops coccineus, Akepa (EN)
- Vestiaria coccinea, Iwi (NT)
- Palmeria dolei, Akojekoje (CR)
- Himatione sanguinea, Apapane
- Melamprosops phaeosoma, Puli (EX)

### Especies con endemismo reproductivo
- Pterodroma sandwichensis, Petrel Hawaiano (VU)
- Puffinus newelli, {Pardela de Newell} (EN)

### Subespecies endémicas
- Gallinula chloropus sandwichensis, Gallineta Común
- Himantopus mexicanus  knudseni, {Cigüeñuela Cuellinegra}
- Anous minutus melanogenys, Tiñosa Menuda
- Asio flammeus sandwichensis, Búho Campestre

### Especies endémicas extintas
- Porzana palmeri †, {Polluela de Laysan}
- Porzana sandwichensis †, {Polluela de Hawái}
- Moho braccatus  †, {Mojo de Kauai}
- Moho apicalis  †, {Mojo de Oahu}
- Moho bishopi  †, {Mojo de Molokai}
- Moho nobilis  †, {Mojo de Hawái}
- Chaetoptila angustipluma †, {Kioea}
- Myadestes myadestinus †, Solitario Kamao
- Myadestes woahensis †, {Solitario Amaui}
- Dysmorodrepanis munroi  †, {Piquigancho de Lanai}
- Rhodacanthis flaviceps  †, {Koa Chico}
- Rhodacanthis palmeri  †, {Coa Grande}
- Chloridops kona  †, {Kona Piquigrueso}
- Akialoa ellisiana  o Hemignathus ellisianus   †, {Akialoa Grande}
- Akialoa obscura  o Hemignathus obscurus   †, {Akialoa Chico}
- Hemignathus sagittirostris  †, {Amakiji Grande}
- Paroreomyza flammea  †, {Kakawahie}
- Drepanis pacifica  †, {Mamo de Hawái}
- Drepanis funerea  †, {Mamo Negro}